# Terra X: Superzeitlupe
Die Superzeitlupe ist eine Terra-X-Dokumentationsreihe mit Zeitlupenaufnahmen. Die unmoderierte ZDF-Reihe mit Aufnahmen von Hochgeschwindigkeitskameras, Highspeed-Röntgenvideos und Zeitrafferaufnahmen wurde 2012 erstmals ausgestrahlt. Regie führt Luise Wagner, die auch Autorin der Sendung ist.

## Inhalt und Produktion
Die Superzeitlupe macht Momente, Phänomene und Bewegungen sichtbar, die dem Menschen im Alltag verborgen bleiben, da sie zu schnell für das menschliche Auge sind. Die für die Dokumentation verwendeten HD-Hochgeschwindigkeitskameras können bis zu 300.000 Bilder pro Sekunde erfassen.
In der ersten Staffel sieht man u. a. Aufnahmen der Boxerin Susi Kentikian und des Jongleurs Daniel Hochsteiner, Shaolin-Meister, Breakdancer, die Schockwelle einer Explosion, einen Autocrash, einen Waffenschuss, einen Katzensprung, den Flug einer Honigbiene und von Vögeln und einen mit Wasser gefüllten Luftballon beim Zerplatzen.
In der zweiten Staffel werden u. a. Free Runner, Artisten des Zirkusses Roncalli, Ballett-Tänzer des Bundesjugendballetts, die Metamorphose eines Schmetterlings und Speerwürfe gezeigt.
Arbeitstitel der Dokumentation war Das unsichtbare Universum. Die Erstausstrahlung erfolgte am 3. März 2012 bei ZDFneo, am 11. und 18. März 2012 erfolgte eine Wiederholung im ZDF. Während die ersten beiden Folgen bei der Erstausstrahlung noch als Zweiteiler mit dem Titel Schneller als das Auge – Im Reich der Superzeitlupe gesendet wurden, präsentiert man sich seit 2013 mit weiteren neuen Folgen als Reihe mit dem Titel Superzeitlupe.
An der Produktion war die doc.station GmbH Medienproduktion beteiligt, Produzent war Hartmut Klenke, Produktionsleiterin war Ulrike Römhild, zur Redaktion gehörten Alexander Hesse und Sonja Trimbuch und zum Kamera-Team gehörten Pierre Tirier,  Jonas Sichert und Rudolf Diesel (zweite Staffel).
Die erste Staffel der Superzeitlupe erschien am 19. Oktober 2012 auf DVD mit dem Titel Terra X: Schneller als das Auge – Im Reich der Superzeitlupe.

## Episoden
| Folge     | Episodentitel                                           | Erstausstrahlung | Sender  |
| --------- | ------------------------------------------------------- | ---------------- | ------- |
| Staffel 1 |                                                         |                  |         |
| 1         | Schneller als das Auge – Im Reich der Superzeitlupe (1) | 3. März 2012     | ZDF neo |
| 2         | Schneller als das Auge – Im Reich der Superzeitlupe (2) | 3. März 2012     | ZDF neo |
| Staffel 2 |                                                         |                  |         |
| 3         | Neues aus dem Reich der Superzeitlupe (1)               | 24. März 2013    | ZDF     |
| 4         | Neues aus dem Reich der Superzeitlupe (2)               | 31. März 2013    | ZDF     |